# Camarillasaurus
Camarillasaurus is een geslacht van vleesetende theropode dinosauriërs, behorend tot de groep van de Neoceratosauria, dat tijdens het vroege Krijt leefde in het gebied van het huidige Spanje. De enige benoemde soort is Camarillasaurus cirugedae.

## Vondst en naamgeving
In het begin van de eenentwintigste eeuw ploegde boer Pedro Cirugeda Buj op zijn perceel Fuente Arnar nabij het dorpje Camarilla de botten op van een dinosauriër.
In 2012 werd de typesoort Camarillasaurus cirugedae benoemd en beschreven door Bárbara Sánchez-Hernández en Michael Benton. De geslachtsnaam verwijst naar de vindplaats. De soortaanduiding eert de ontdekker.
Het holotype, MPG-KPC1-46, is gevonden in een laag van de Camarillaformatie, een rivierafzetting die dateert uit het Barremien, ruim 125 miljoen jaar oud. Het bestaat in feite uit een reeks syntypen in de vorm van losse botten die op een oppervlakte van vijf vierkante meter zijn verzameld en kennelijk toebehoren aan een enkel volwassen individu. Bewaard zijn gebleven: een tand, MPG-KPC43; twee borstbeenderen, MPG-KPC1, 2; losse fragmenten van dezelfde borstbeenderen, MPG-KPC34-38; twee stukken van de rechterschoudergordel, MPG-KPC23, 30; een rib, MPG165 KPC7; ribfragmenten, MPG-KPC45, 47-50; een wervel uit de achterste nek of voorste rug, MPG-KPC9; een middelste ruggenwervel, MPG-KPC21; twee gebroken wervellichamen van ruggenwervels, MPG-KPC20, 17; een gebroken heiligbeen, MPG-KPC3, 4; twee sacrale wervels MPG-KPC16, 18; een losse wervelboog, MPG-KPC39; een voorste stuk wervellichaam, MPG-KPC51; drie gebroken wervellichamen van staartwervels, MPG-KPC14, 15, 19; vier middelste staartwervels, MPG-KPC10-13; een achterste staartwervel,MPG-KPC46; een stuk wervel van onbepaalde positie, MPG-KPC22; drie mogelijke bovenkanten van doornuitsteeksels, MPG-KPC-31, 32, 33; een chevron, MPG-KPC5; een halve chevron MPG-KPC44; de bovenkant van een rechterscheenbeen, MPG-KPC8; en verder losse botfragmenten zonder inventarisnummer. Veel beenderen zijn in slechte staat.

## Beschrijving

### Grootte en onderscheidende kenmerken
Camarillasaurus is een vrij kleine soort met een lichaamslengte van ongeveer drie à vier meter.
De beschrijvers stelden twee autapomorfieën vast, unieke afgeleide eigenschappen: de bovenkant van het scheenbeen is extreem van voor naar achter verbreed, waarbij de lengteas van het bovenvlak 2,8 keer langer is dan de doorsnede overdwars; er loopt aan de voorkant van de gebruikelijke kam op de binnenzijde, de crista fibularis, een zeer diepe centrale groeve die het hele scheenbeen een g-vormige doorsnede geeft. Verdere opvallende kenmerken zijn dat de chevron een middelste lengtegroeve heeft op de vergroeide schachthelften die een uitloper is van een driehoekige trog beneden het haemaalkanaal; de aanwezigheid van een gewrichtsvlak op het uiteinde van de chevron; het bezit van staartwervels met zeer brede gewrichtsfacetten met opvallende dikke randen.

### Skelet

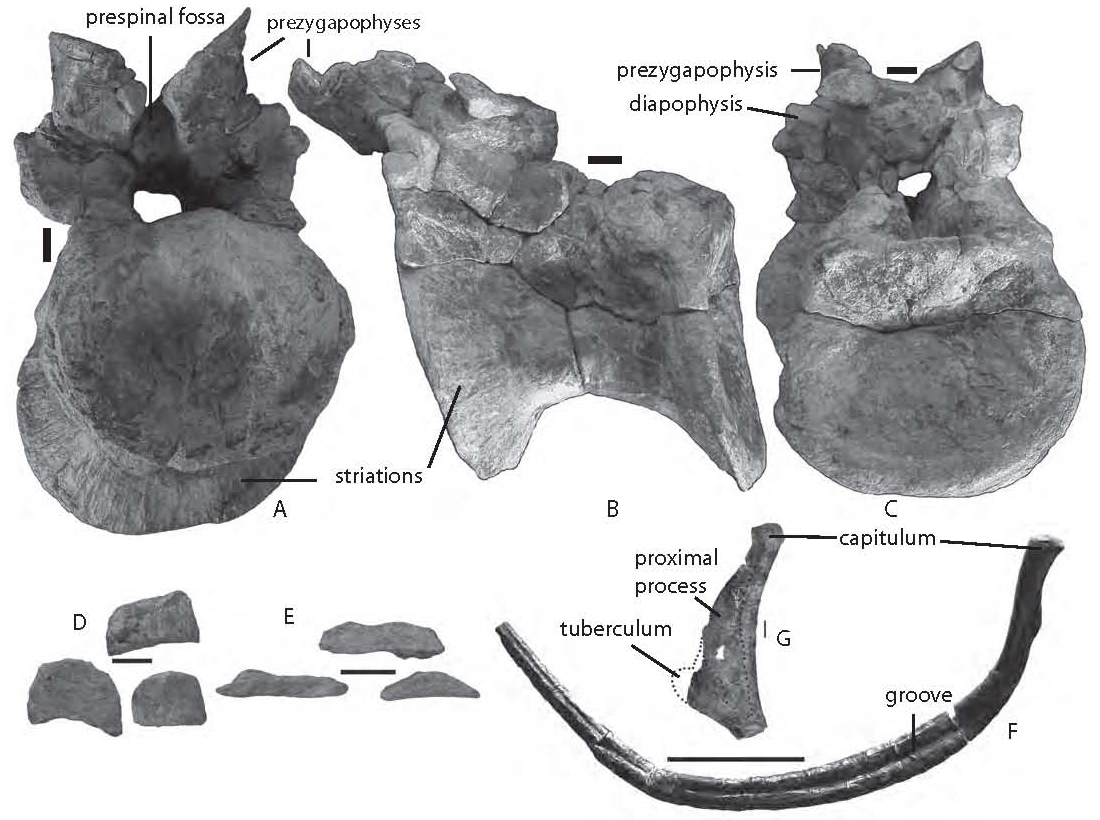
Wervels en ribben

De enige gevonden tand betreft een afgebroken kroon met een lengte van elf millimeter, een basislengte van negen millimeter en een doorsnede overdwars van zesenhalve millimeter. De kroon is symmetrisch en de voorste binnenkant is vrij vlak. De tand is dus stevig en recht. Door beschadigingen zijn weinig details vast te stellen.

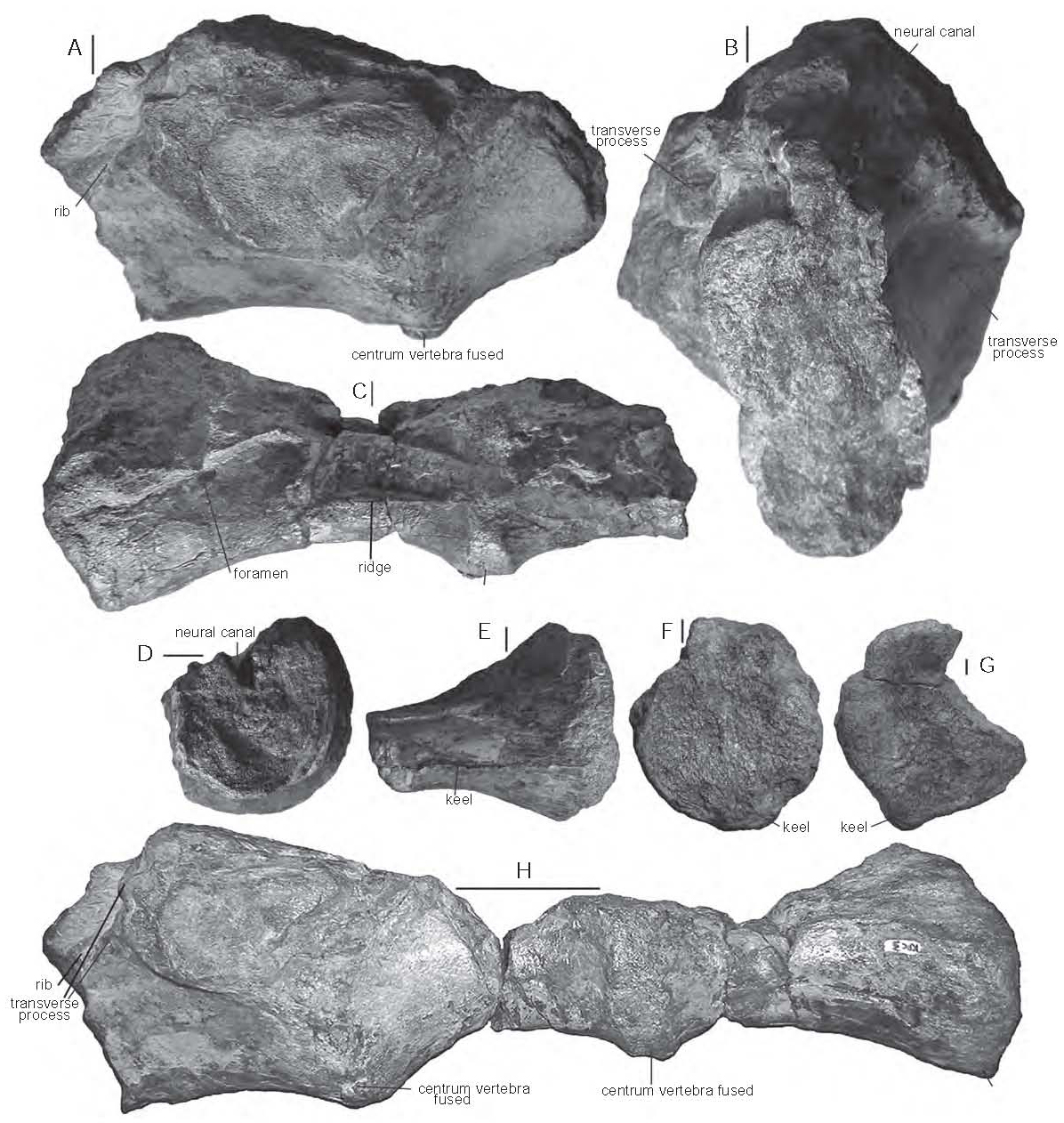
Stukken heiligbeen

De halswervels zijn amficoel: met holle facetten aan beide uiteinden van de wervellichamen. De ruggenwervels hebben ondiepe uithollingen aan de zijkanten, maar geen waarneembare pneumatische openingen. Het ruggenmergkanaal is ovaal in doorsnede en vrij ruim. Aan de basis van de zijde van het voorste gewrichtsuitsteeksel bevindt zich een uitholling die door een horizontale richel in een langwerpig bovenste en een driehoekig onderste deel verdeeld is. Dit is een mogelijk uniek kenmerk, evenals het bezit van een zeer hoog voorste gewrichtsfacet. Het aantal sacrale wervels bedraagt vermoedelijk zes, een relatief hoog aantal voor de Ceratosauria. Het heiligbeen waarin ze zeer hecht vergroeid zijn, vormt een duidelijk gewelfde boog. De sacrale wervels hebben geen pneumatische openingen, maar zijn wel gekield. De voorste staartwervels tonen wel deuken aan de zijkanten, maar zijn niet gepneumatiseerd. Ze zijn aan de onderzijde zeer diep uitgehold waarbij de trog geflankeerd wordt door kielen. De middelste, amficoele, staartwervels hebben centra waarvan de voorste facetten cirkelvormig zijn en de achterste elliptisch. Hun wervelbogen zijn groot en dragen hoge doornuitsteeksels. De twee helften van de chevron of haemaalboog zijn over het bovenste derde deel gescheiden door een haemaalkanaal. Over hun vergroeiing blijft een beennaad zichtbaar, bij de voorkant sterker dan bij de achterkant. De chevron lijkt aan het overdwars verbrede uiteinde een facet te hebben voor een contact met de achterliggende chevron wat erop duidt dat ze relatief lang zijn, elkaar overlappen en vrij horizontaal naar achteren liggen.
Het schouderblad is langwerpig, zonder verbreed bovenste uiteinde. Het oppervlak van de dunne binnenste bovenkant loopt wat bol, terwijl dat van de buitenzijde vlak is. Het ravenbeksbeen is rechthoekig met een slechts licht bolle onderrand. Onder het brede facet voor het schoudergewricht loopt een richel met een strakke bovenrand uit in een versmallend uitsteeksel. De schoudergordelhelft als geheel heeft een S-vorm. De beide bewaarde borstbeenderen zijn ongeveer drieëntwintig centimeter lang en een centimeter dik. Dergelijke sterna worden zelden bij meer basale theropoden gevonden, een vermoedelijk gevolg van onvoldoende verbening. Ook bij deze exemplaren zijn er aanwijzingen dat ze ontstaan zijn uit omvattender kraakbeenlagen. Zo zijn ze verschillend in vorm en breedte en lopen ze naar de achterrand toe uit in sterk gegroefde en geaderde beenplaten, een teken dat ze voortgezet werden in kraakbeen en niet in dezelfde mate verbeend zijn. Op het rechterborstbeen is het facet zichtbaar voor een sternale rib. De sterna werden kennelijk door deze met de hogere ribbenkast verbonden.
Van de achterpoot is slechts de bovenkant van een rechterscheenbeen bekend. Dit stuk heeft een lengte van 293 millimeter. De bovenkant van het scheenbeen steekt extreem naar voren uit door een grote crista cnemialis, een beenkam die dient ter aanhechting van de pees van de het onderbeen strekkende spier. Dit is een teken van een goed vermogen tot rennen. Deze kam steekt ook iets boven het niveau van de achterliggende cotylen uit, de vlakken die met de gewrichtsknobbels van het dijbeen articuleren. Aan de buitenste zijkant van de schacht van het scheenbeen bevindt zich een lengterichel, de crista fibularis. Waar de bovenkant van de crista fibularis de basis van de crista cnemialis nadert, worden beide gescheiden door een diepe groeve die naar beneden toe langs de voorkant van de crista fibularis doorloopt. De gebroken onderkant van het scheenbeenstuk heeft zo het profiel van een kleine letter G. De achter de crista fibularis gelegen fossa fibularis is eerder opmerkelijk ondiep.

## Fylogenie
De beschrijvers plaatsten Camarillasaurus basaal in de Ceratosauria, net boven Limusaurus. Het is daarmee de eerste bekende ceratosauriër uit Iberia en een van de weinige uit het Onder-Krijt.
In 2021 echter stelde een studie dat het een lid van de Spinosauridae zou zijn.